# Arthur Ruoff
Arthur Louis Ruoff, genannt Art Ruoff, (* 17. September 1930 in Fort Wayne, Indiana)  ist ein US-amerikanischer Physikalischer Chemiker, Materialwissenschaftler und Festkörperphysiker.
Ruoff studierte an der Purdue University (Bachelor-Abschluss 1952) und wurde 1955 an der University of Utah bei Henry Eyring in Physikalischer Chemie promoviert. Ab 1955 war er Assistant Professor und ab 1965 Professor für Materialwissenschaften und Angewandte Physik an der Cornell University.
Er ist für seine Untersuchungen der Physik hoher Drucke bis in den mehrfachen Megabar Bereich bekannt. Seine Gruppe erzeugte metallischen Sauerstoff bei 100 GPa (Giga-Pascal), metallischen Schwefel bei 100 GPa (der bei diesem Druck auch supraleitend ist), metallisches Xenon bei 150 GPa und sie zeigten, dass Wasserstoff bei 420 GPa noch nicht metallisch ist (gleichzeitig waren sie damit die Ersten, die einen statischen Druck über dem im Erdkern-Zentrum – 360 GPa – erreichten).
1993 erhielt Ruoff den Bridgman Award. Er ist Fellow der American Physical Society und der American Ceramics Society. An der Cornell University hatte er 43 Doktoranden. Er ist seit 1954 verheiratet und hat fünf Kinder.

## Schriften
- Introduction to Materials Science, Prentice-Hall 1972
- Materials Science, Prentice-Hall 1973